# Ecteinascidia aequale
Ecteinascidia aequale is een zakpijpensoort uit de familie van de Perophoridae. De wetenschappelijke naam van de soort werd in 1987 voor het eerst geldig gepubliceerd door Claude Monniot.